# ألكسندر سيمونينكو
ألكسندر سيمونينكو (بالأوكرانية: Симоненко Олександр Сергійович) مواليد 14 فبراير 1974 في أوكرانيا، هو دراج أوكراني سابق في صنف سباق الدراجات على المضمار. سبق أن شارك في دورة الألعاب الأولمبية الصيفية وفاز بميدالية أولمبية.

## الميداليات
| الميدالية | المسابقة                       |
| --------- | ------------------------------ |
| فضية      | الألعاب الأولمبية الصيفية 2000 |

## روابط خارجية
- ألكسندر سيمونينكو على موقع أرشيف الدراجات (الإنجليزية)
- ألكسندر سيمونينكو على موقع CycleBase (الإنجليزية)
- ألكسندر سيمونينكو على موقع أوليمبيديا (الإنجليزية)